# Macintosh

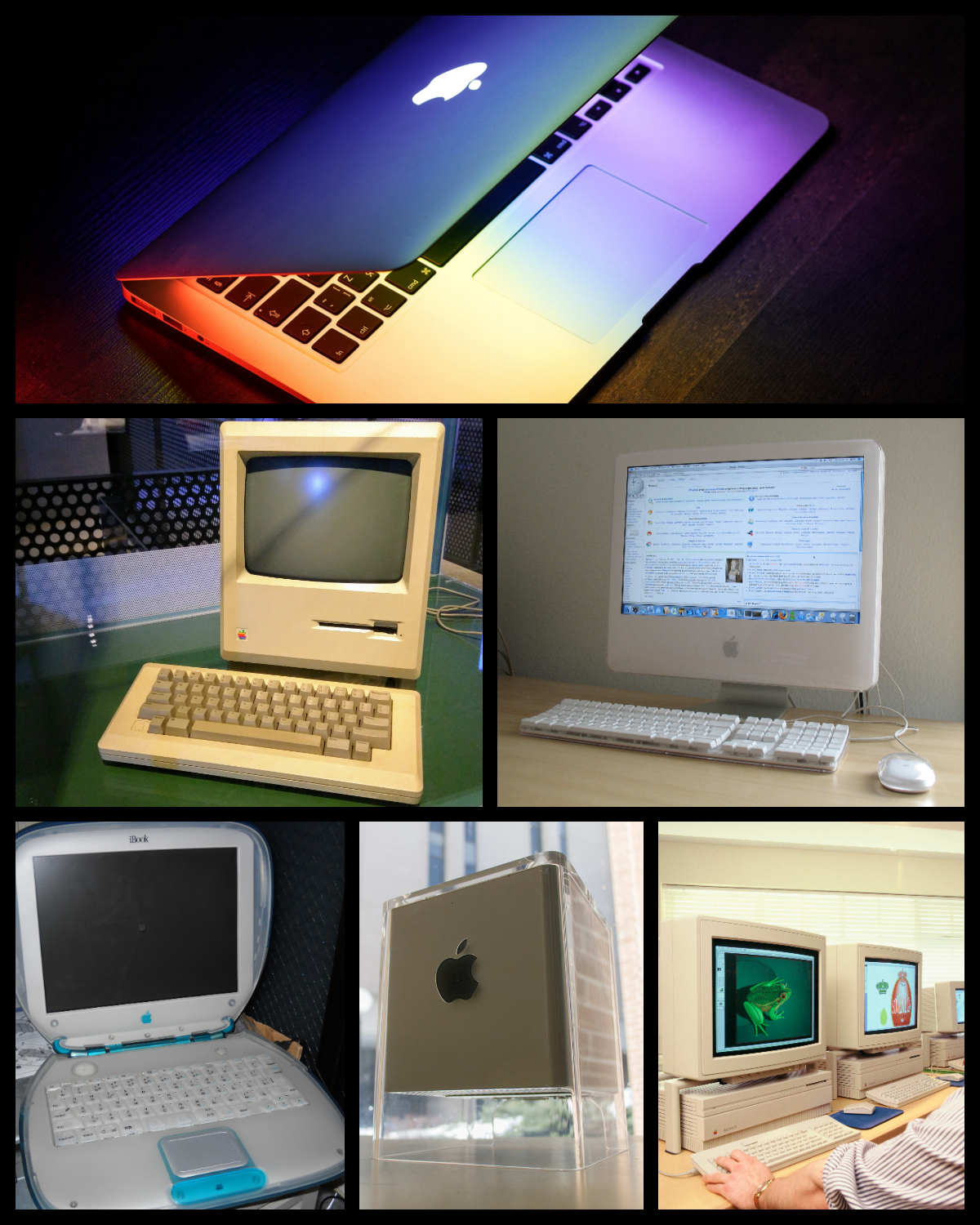
Diferentes computadores Macintosh.

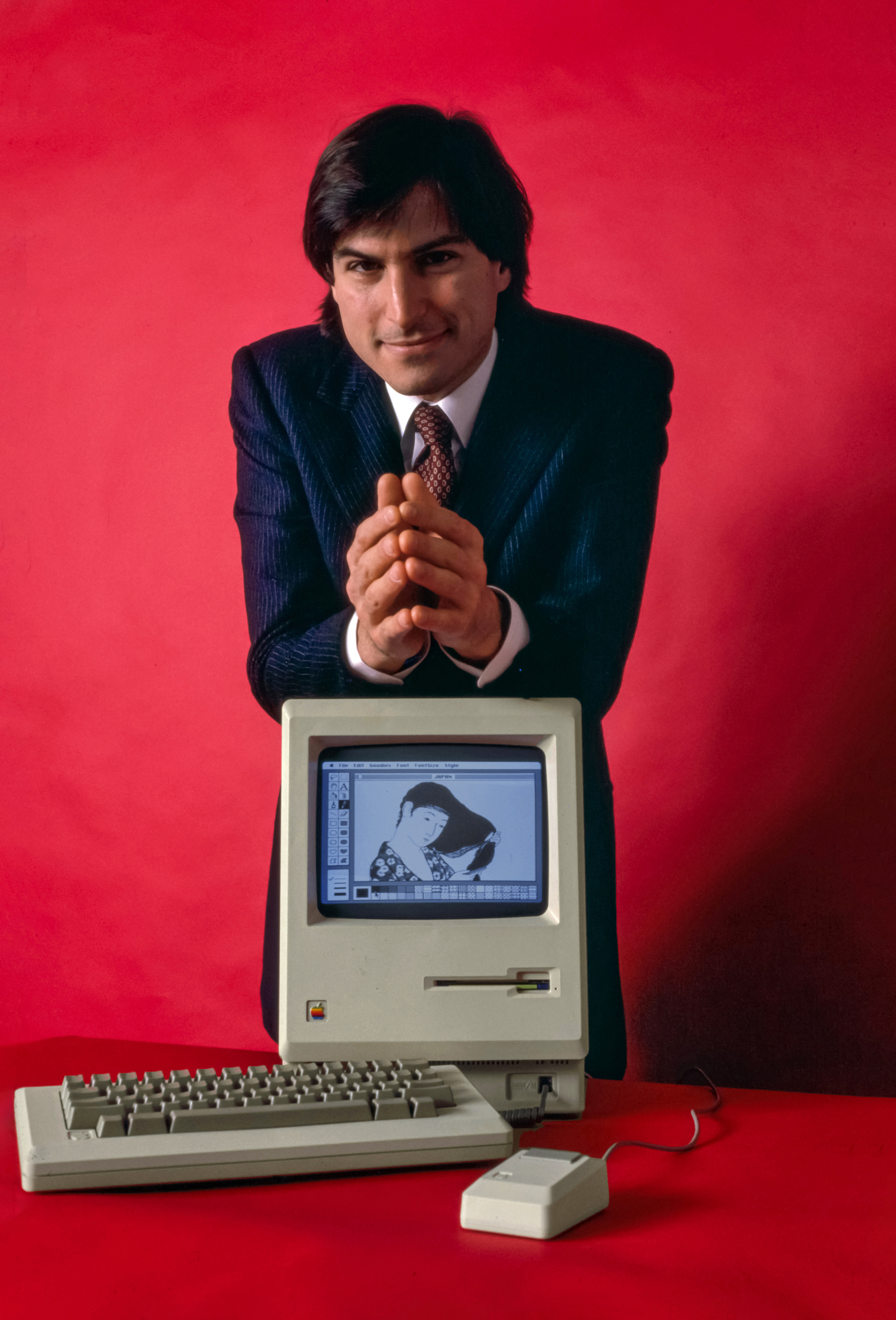
Steve Jobs promovendo o Macintosh 128k em janeiro de 1984

Macintosh (comumente abreviado para Mac desde 1998) é uma linha de computadores pessoais fabricados e comercializados pela empresa Apple Inc. desde janeiro de 1984. O nome deriva de McIntosh, um tipo de maçã apreciado por Jef Raskin. O Apple Macintosh foi o primeiro computador pessoal a popularizar a interface gráfica, tela incorporada e mouse. Ele é muito utilizado para o tratamento de vídeo, imagem e som.
Os primeiros modelos Macintosh eram extremamente caros, isso dificultava a competitividade em um mercado dominado por computadores mais baratos como o Commodore 64 ou o IBM Personal Computer. A linha Macintosh foi bem sucedida em ramos da educação e editoração eletrônica, tornando a Apple a segunda maior fabricante de PCs da década. No início da década de 1990, a Apple introduziu o Macintosh LC II e o Color Classic, que eram produtos que competiam com as máquinas Wintel da época.
No entanto, com a introdução do Windows 3.1 e do processador Pentium da Intel, o Motorola 68040 que era o principal processador dos Macintoshes acabou sendo ultrapassado em vários testes de benchmarks, e, gradualmente tomou parte do mercado da Apple naquele período. No final do ano de 1994 a Apple estava posicionada em terceiro lugar, já que a Compaq tornou-se a principal fabricante de computadores pessoais. A transição da arquitetura baseada em PowerPC da IBM em meados da década de 1990, a queda dos preços dos componentes do PC de commodities, a má gestão de estoque com o Macintosh Performa e o recente lançamento do Windows 95 contribuíram ainda mais para o declínio contínuo da base de usuários Macintosh.
Após seu retorno à empresa, Steve Jobs levou a Apple a encurtar a linha de quase vinte modelos Macintosh em meados de 1997 (incluindo também modelos fabricados especificamente para algumas regiões) para apenas quatro em meados de 1999: o Power Macintosh G3, iMac, PowerBook G3 de 14,1" e iBook de 12". Todos os quatro produtos foram criticamente e comercialmente bem sucedidos devido ao seu alto desempenho, preços competitivos e designs estéticos e ajudaram a devolver a Apple à lucratividade.
Nessa período, a Apple encurtou gradualmente o nome Macintosh em favor da palavra "Mac", uma abreviação que estava sendo usada desde o desenvolvimento do primeiro modelo. Uma transição de arquitetura para os processadores da Intel foi realizada em 2006, a programação completa do sistema foi alterada. Isso mudou novamente em 2020, quando o chip M1 foi introduzido no MacBook Air, MacBook Pro e Mac mini.
Os Macintosh funcionam normalmente com o sistema operacional macOS mas outros sistemas também são disponíveis, como o Linux ou FreeBSD. Um cluster de PowerMac G5 apelidado de Big Mac era um dos computadores mais rápidos em 2003. Sua linha atual de computadores inclui quatro desktops (iMac, iMac Pro, Mac Mini e Mac Pro) e dois laptops (MacBook Air e o MacBook Pro). Seu servidor Xserve foi descontinuado em 2011 em favor da introdução do Mac Mini e do Mac Pro.

## História

### Origens
O projeto Macintosh começou a ser desenvolvido no princípio de 1979 ajudando várias pessoas com seus trabalhos e lazer com Jef Raskin, que imaginou um computador fácil de utilizar e barato para o consumidor comum. Em Setembro do mesmo ano, Jef Raskin foi autorizado a oficialmente lançar o projeto e começou a procurar um engenheiro capaz de construir o primeiro protótipo.
Bill Atkinson, um membro do projeto Lisa, apresentou-o a Burrell Smith, um técnico que acabara de ser contratado pela Apple naquele ano. Segundo certas fontes, Bill Atkinson teria dito a Jef Raskin: Jef, this is Burrell. He's the guy who's going to design your Macintosh for you (Jef, este é o Burrell. Ele é o cara que vai projetar o Macintosh para você).

### O primeiro protótipo

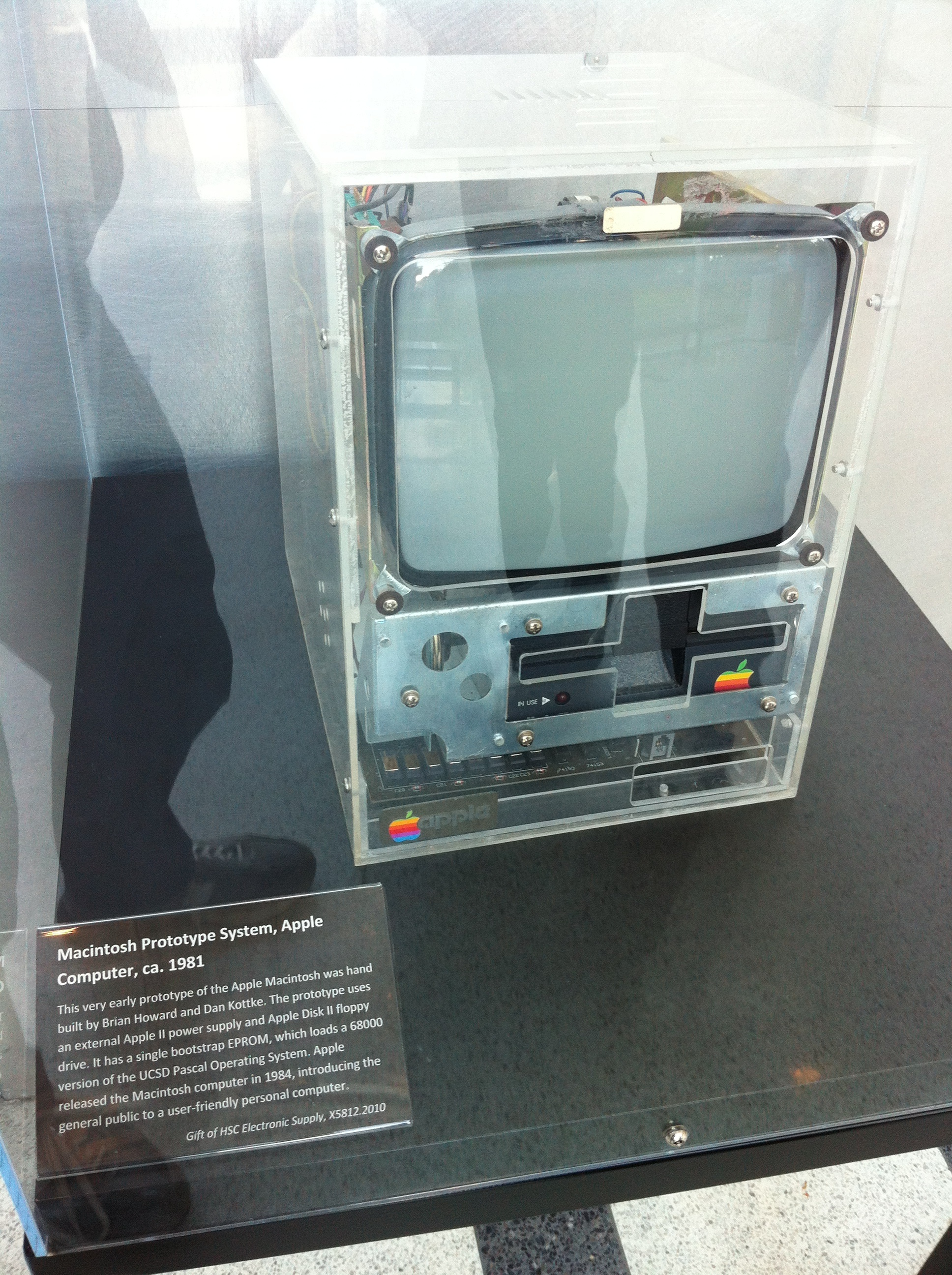
Protótipo do Macintosh de 1981.

O primeiro protótipo produzido por Burrell Smith obedecia às especificações de Jef Raskin: tinha 64 kB de memória, utilizava o lento microprocessador 6805E da Motorola e tinha um monitor de 256x256 pixeis em preto e branco. Bud Tribble, um programador trabalhando no projeto de computadores Macintosh, propôs que se adaptassem os programas gráficos do Apple Lisa e perguntou se seria possível integrar o processador Motorola 68000 do Lisa ao Macintosh, mas mantendo o baixo custo de produção. A partir de dezembro de 1980, Burrell Smith desenvolveu uma placa que continha não somente um processador 68000, mas que, além disso, fazia-o rodar a uma frequência de 8 MHz em vez de 5 MHz. Este tinha também um monitor com 384x256 pixeis. Esta máquina utilizava menos controladores de memória que o Lisa, tornando sua fabricação bem mais barata.

### Steve Jobs e o PARC

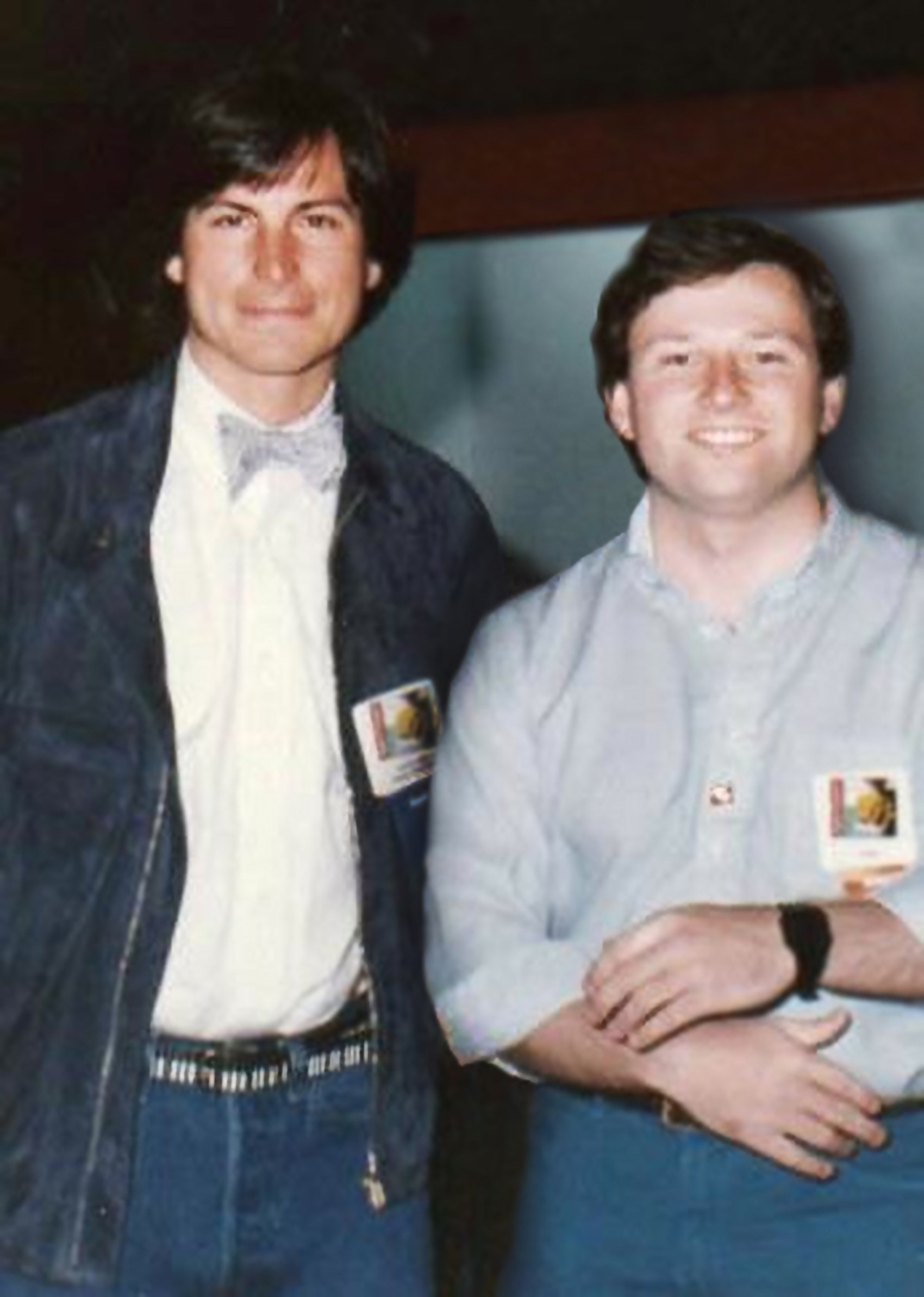
Steve Jobs junto a Wendell Brown durante o lançamento do software Hippo-C para Macintosh, desenvolvido por Brown, em janeiro de 1984.

Após ser forçado a sair do projeto Lisa, Jobs se interessou no projeto Macintosh. Em janeiro de 1981, ele tomou a direção do projeto de Jef Raskin, a ideia original era desenvolver um computador de baixo custo e usando hardware de baixo desempenho. Jobs reprojetou o Macintosh para utilizar o mesmo processador do lisa, o Motorola 68000. Essa ação e também o fato de John Sculley aumentar o valor do Macintosh para U$$ 2 495,00 com o objetivo de custear a campanha de marketing foi um dos fatores de sorte para a Microsoft dominar o mercado de computadores pessoais com seu sistema operacional barato influenciado pelo sistema operacional do Macintosh.
Steve Jobs tinha visitado os laboratórios de desenvolvimento da Xerox em Palo Alto, Califórnia (Palo Alto Research Center, o PARC), em dezembro de 1979, três meses antes do lançamento dos projetos Lisa e Macintosh. Tendo descoberto que a Xerox desenvolvia uma tecnologia de interface gráfica, ele havia negociado essa visita em troca de ações da Apple. É evidente que essa visita influenciou muito Steve Jobs no desenvolvimento do Lisa e do Macintosh.

### Lançamento

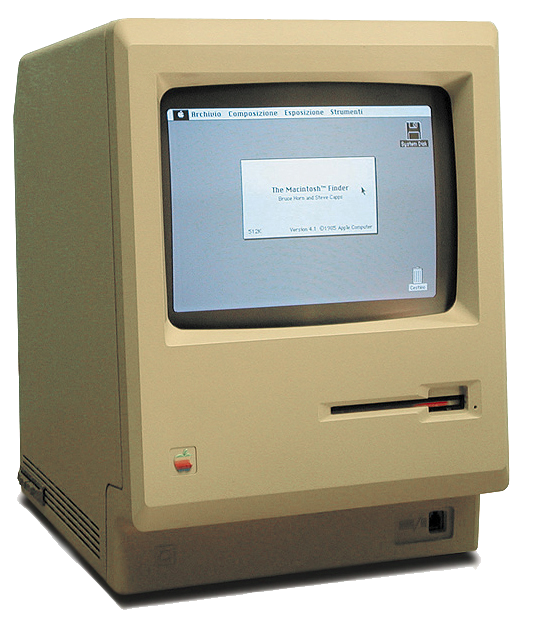
Macintosh 128K de 1984.

O Macintosh foi lançado em 24 de janeiro de 1984, com um preço de US$ 2 495. Vinha correndo e mal equipado com 128 KB de memória (por isso é conhecido hoje como Macintosh 128k, para diferenciá-lo de modelos posteriores, também chamados Macintosh) e rodava com o Sistema Operacional System 1, que mais tarde, já na versão 7.6, seria chamado de Mac OS.
Apesar de uma acolhida entusiástica, ele era radical demais para alguns: como a máquina era construída em torno da interface gráfica, todos os programas em linha de comandos existentes tiveram que ser completamente adaptados. Isso contrariou a maior parte dos desenvolvedores de software, sendo a causa principal da falta de programas para o Macintosh no início.

### O PowerPC

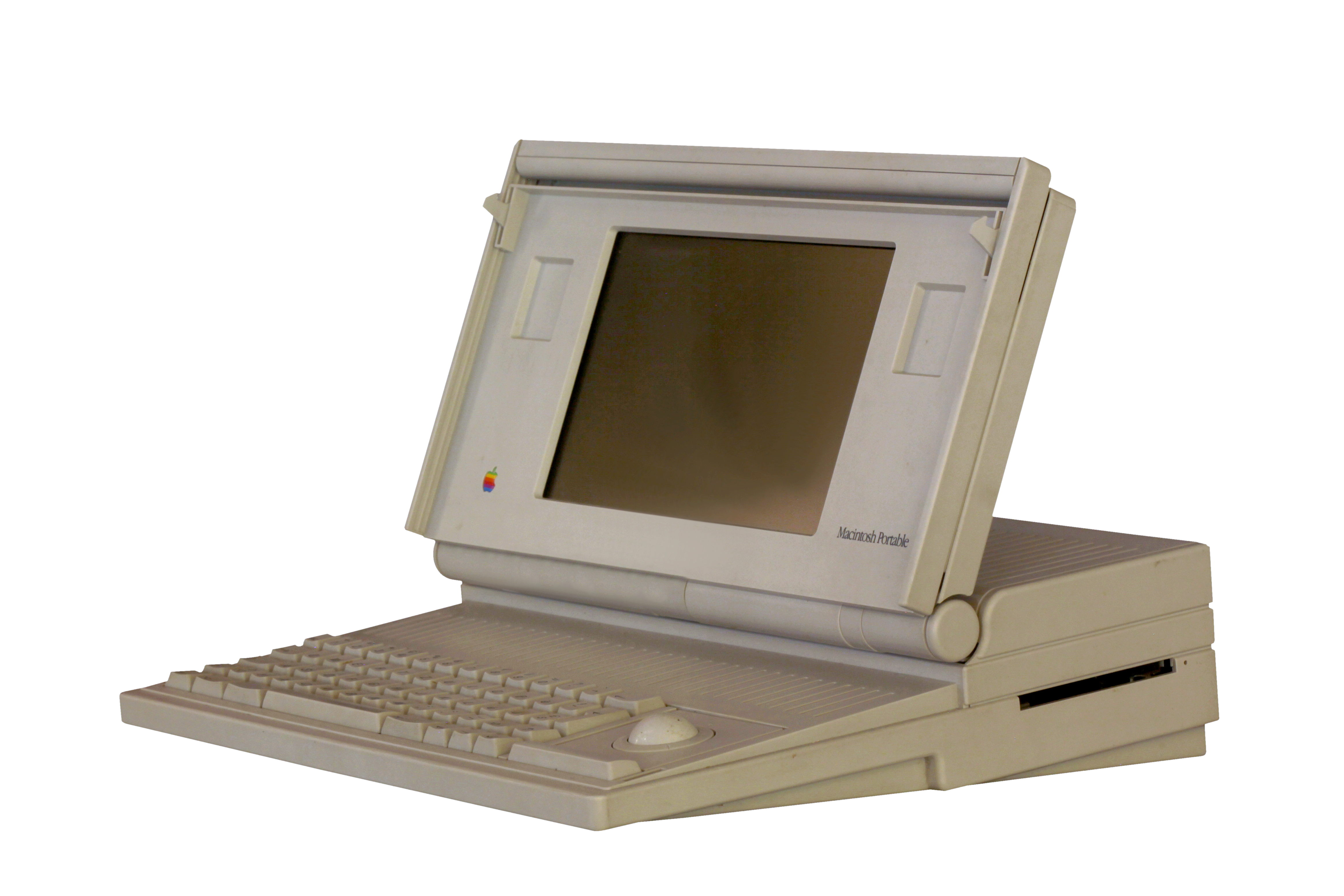
Macintosh Portable de 1989.

No início dos anos 1990, a aliança AIM Apple Computer-IBM-Motorola anuncia a série de processadores PowerPC com arquitetura RISC. Os primeiros Macintosh utilizando o PowerPC surgiram em 1994. Devido à incompatibilidade dos processadores PowerPC e 68000, todas as aplicações Macintosh tiveram de ser reescritas, inclusive o sistema operacional Mac OS. A Apple, reconhecendo o problema, desenvolveu um software emulador para rodar programas escritos para a família 68000 nos PowerPC, mas essa solução intermediária tornava as aplicações bem mais lentas do que os programas compilados diretamente para o PowerPC. À medida que o tempo foi passando, cada vez mais programas foram sendo desenvolvidos diretamente para o PowerPC, e o uso do emulador tornou-se desnecessário. A escolha de utilizar processadores a arquitetura RISC em vez de CISC (como os x86 da Intel) foi (e ainda é) uma decisão controversa.
E também é conhecido como o maior e mais rápido do mundo.

### Os clones

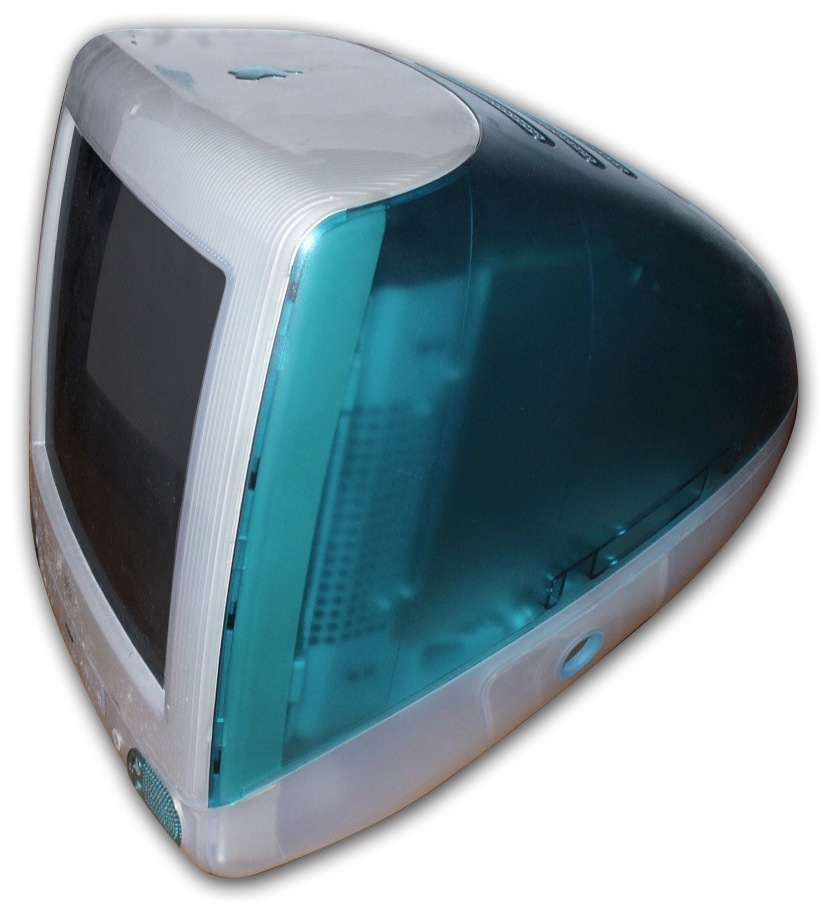
Apple iMac G3 em 1998.

Desde a criação do Macintosh, a maçã sempre resistiu a licenciar sua arquitetura para outras empresas, mantendo-se a fornecedora exclusiva.
Em 1995, criticada pelo alto custo e performance da linha, e com sua fatia no mercado de computadores diminuindo rapidamente, a Apple autorizou um grupo de empresas, incluindo Umax e Power Computing, a fabricar clones do Macintosh. Esperava-se que estas empresas conquistassem outros segmentos do mercado, com modelos diferenciados de Macintosh, preenchendo nichos não explorados pela Apple.
No entanto, a maioria do fabricantes de clones apenas produziu versões dos designs projectados pela Apple, com pequenas variações de velocidade de processador e similares. Efectivamente, a Apple estava fazendo todo o trabalho de pesquisa e desenvolvimento de novos modelos, enquanto os clones apenas produziam modelos equivalentes a preços menores. Como não existiam grandes diferenças entre as linhas, a iniciativa teve um efeito contrário ao do esperado: a fatia de mercado dos modelos Macintosh não aumentou significativamente, mas a fatia proporcional da Apple diminuiu, perdendo espaço para os clones.
Em 1997, a Apple lançou uma nova versão de seu sistema operacional, o Mac OS 8, e Macintoshs baseados numa nova linha de processadores, os PowerPC G3. Nenhuma destas inovações foi liberada para os fabricantes de clones, que abandonaram o mercado em seguida, deixando a Apple como única fornecedora de Macintosh novamente.

### Chip Intel dentro do Mac

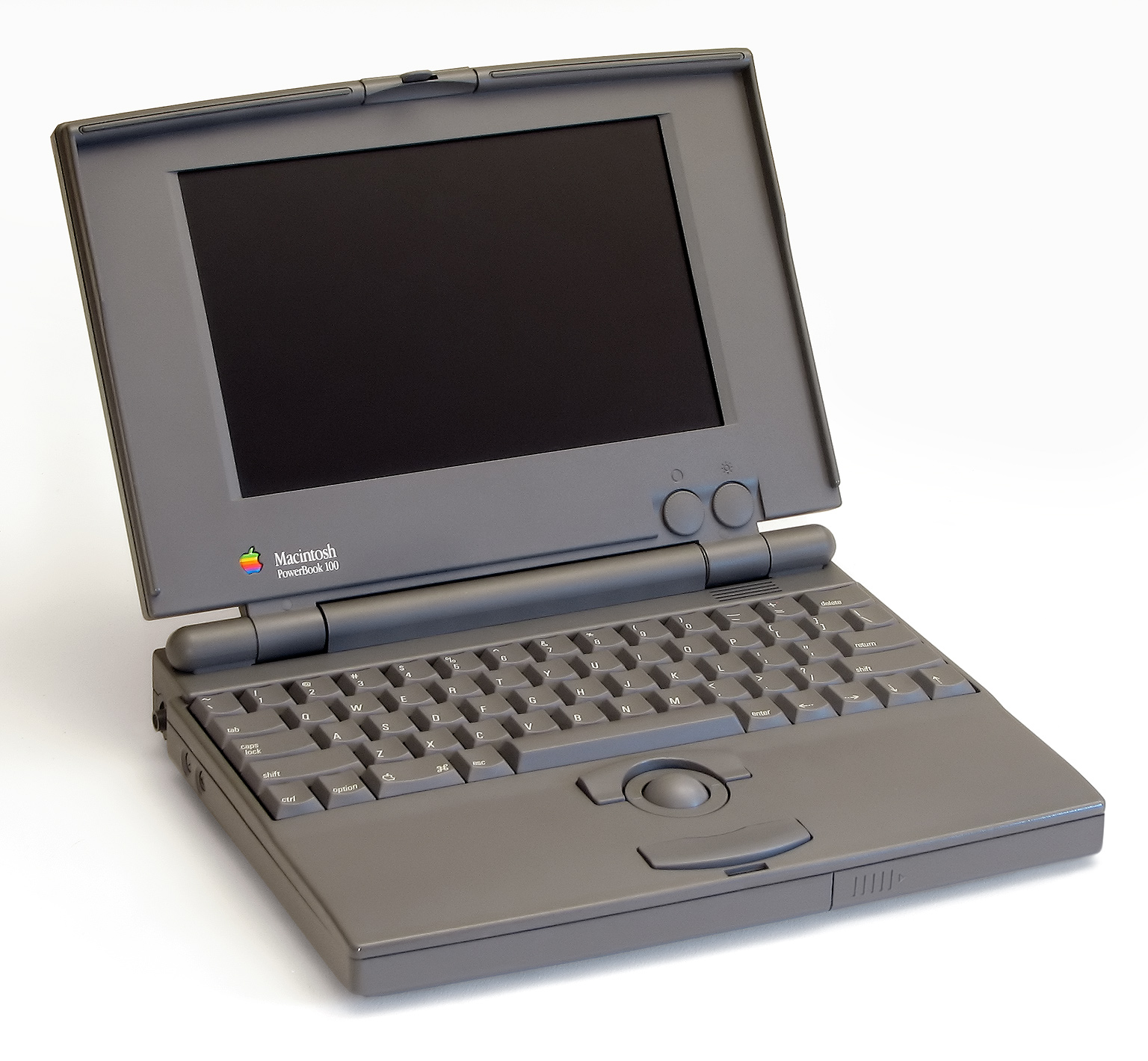
Primeiro modelo do PowerBook de 1991.

Em junho de 2005, Steve Jobs anuncia que a Apple estava prestes a trocar os processadores PowerPC de seus computadores por processadores da Intel. Os primeiros modelos de Macintosh equipados com chips da Intel apareceram à venda em janeiro de 2006: o MacBook Pro e o iMac, ambos equipados com o processador Intel Core Duo. A Apple anuncia que o MacBook Pro é quatro vezes mais rápido do que o PowerBook G4, e o iMac duas vezes mais rápido que o iMac G5. A frase de campanha comercial da Apple para os novos modelos, bastante provocante, é: "O que um chip Intel faria dentro de um Mac? Muito mais do que já fez em qualquer PC."

### Boot Camp

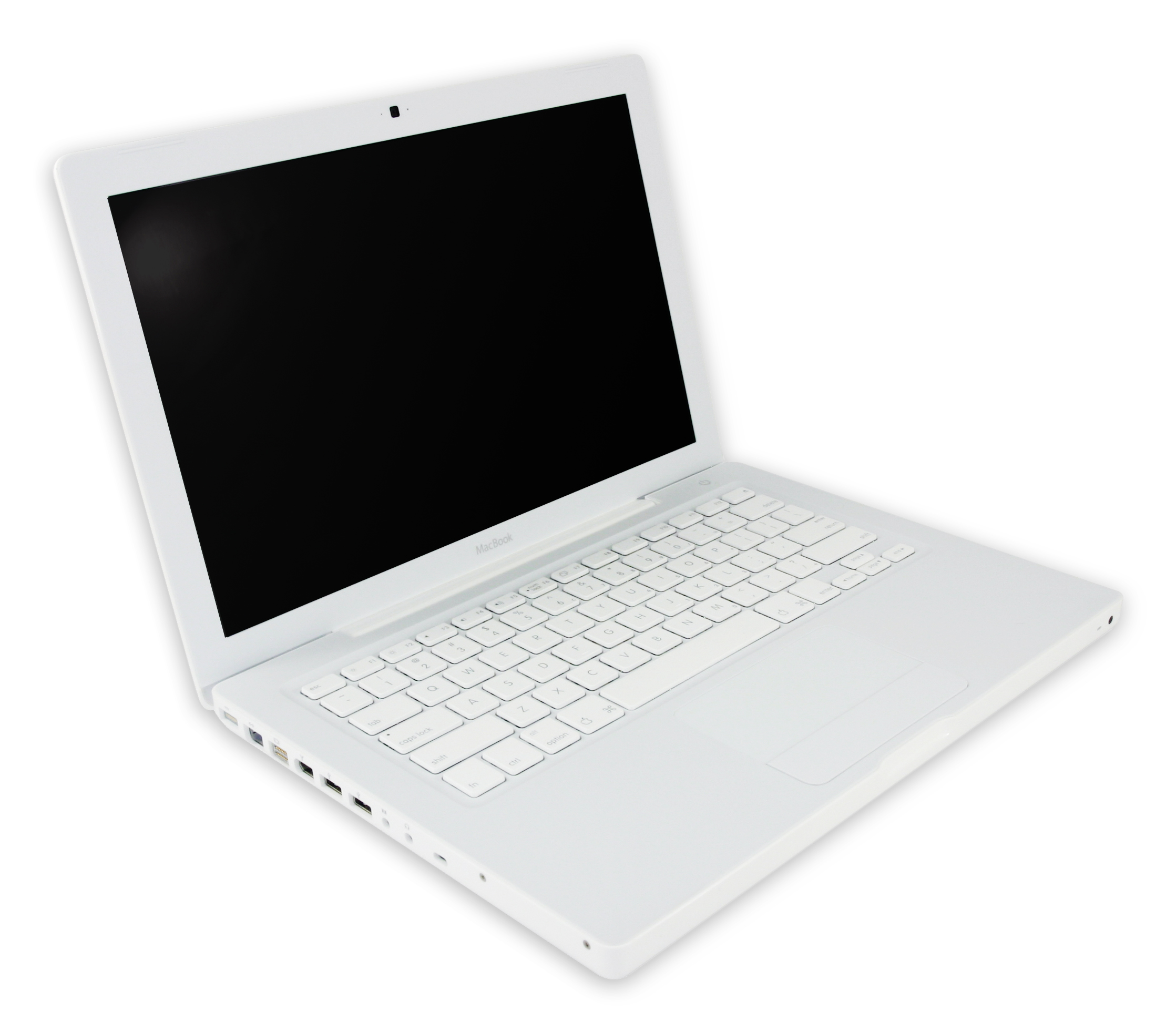
Primeira geração do MacBook de 2006.

Em 5 de abril de 2006 a Apple anuncia a disponibilidade de Boot Camp, uma coleção de tecnologias que auxilia usuários na instalação de Windows XP Service Pack 2 (edições Home ou Professional) em computadores Macintosh baseados em processadores intel. A Apple acredita, com esse lançamento, que Boot Camp torne o Mac ainda mais atraente para os usuários de Windows que consideram a possibilidade de trocar seu PC por um Macintosh.

## Arquitetura

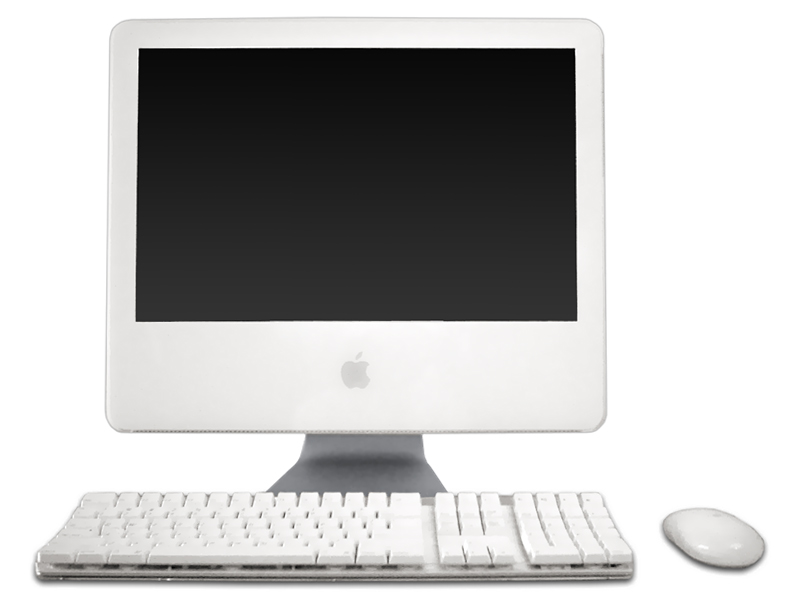
iMac G5 de 2004.

O sistema operacional, originalmente chamado System OS, tornou-se oficialmente conhecido como Mac OS na versão 3.6 (apesar de, mais precisamente, a versão 3.5.1 ter sido a primeira a mostrar o logo Mac OS e ser a primeira versão do Mac OS sob este nome).[carece de fontes?] Em Março de 1994, a Apple introduziu um sucessor moderno e mais seguro, baseado no sistema operacional Unix, o Mac OS X (o X é pronunciado "dez", sendo a décima versão do Sistema Operacional.).[carece de fontes?]
Desde o seu início, o Macintosh introduziu ou popularizou um grande número de inovações adotadas mais tarde por outros PCs e sistemas operacionais.
As primeiras inovações introduzidas ou popularizadas com o Macintosh original foram:
- Uma interface gráfica, ícones, um desktop, etc.
- O uso do mouse
- O clique duplo (double click) e o drag-and-drop (clicar e arrastar) para realizar ações com o mouse.
- WYSIWYG em edição de texto e gráficos ("what you see is what you get" - “O que você vê é o que você obtém”)
- Nomes de arquivo longos, com espaços e sem extensão (até 31 caracteres antes do Mac OS X, aumentado para 255 caracteres com o Mac OS X)
- O leitor de disquetes 3.5" de série
- Áudio de série, incluindo um alto-falante de qualidade
- Design industrial estético e ergonômico (melhorado com os modelos mais recentes, particularmente o iMac original em 1998)

Mais tarde, outras inovações foram sendo introduzidas ou popularizadas, como:
- A impressora laser PostScript
- Publicação pessoal (Desktop publishing)
- Programação pelo usuário através do HyperCard e AppleScript
- A interface SCSI (Mac Plus, 1986)
- Entrada de Áudio de série (Mac IIsi & Mac LC, 1990)
- Leitor de CD-ROM de série (Quadra 900, 1991)
- Um ambiente de trabalho único distribuído em diversos monitores
- Suporte Ethernet de série (Quadra 700 & 900, 1991)
- Universal Serial Bus, a popular entrada USB que substituiu diversas outras, se tornando um padrão mundial e atualmente usada em Pen Drives e MP3 Players.
- FireWire, também conhecido como IEEE 1394, um standard desenvolvido pela Apple e promovido também pela Sony sob o nome iLink (G3 Azul e Branco, 1998)
- Rede sem fio IEEE 802.11b e IEEE 802.11g (wireless networking), denominados comercialmente AirPort, AirPort Extreme, e AirPort Express pela Apple (iBook original, 1999)
- O abandono do leitor de disquetes (iMac original, 1998)
- O primeiro computador disponível comercialmente a se basear principalmente no USB para a conexão de periféricos. (iMac original, 1998)
- Arquitetura RISC na forma do processador PowerPC, desenvolvido conjuntamente pela Apple, IBM e Motorola (Power Macintosh 6100, 1994)
- O primeiro leitor DVD-R a preço popular ("SuperDrive", Power Mac G4, 2000)
- Monitores planos de série (iMac G4, 2002)
- Primeiros notebooks com mouse de série e teclados externos (série PowerBook 100, 1991)
- Primeiro notebook com replicador de portas, para uso como desktop (PowerBook Duo, 1992)
- Primeiro notebook com monitor de tela larga (PowerBook G4, 2000)
- Primeiro computador pessoal a arquitetura 64-bit (PowerMac G5, 2003)

### Fim da era PowerPC
Em junho de 2011 com o lançamento do seu novo sistema operacional, o Mac OS Lion (10.7), a Apple encerra o suporte aos programas que rodavam em processadores PowerPC, pois o novo OS não seria compatível mais com programas emuladores de PowerPC para arquitetura Intel.